# Anderson (Texas)
Pour les articles homonymes, voir Anderson.
Ne pas confondre avec le comté situé dans le même État, le comté d’Anderson.
La ville d’Anderson est le siège du comté de Grimes, dans l’État du Texas, aux États-Unis. Sa population s’élevait à 222 habitants lors du recensement de 2010, estimée à 230 habitants en 2016.

## Démographie
| Groupe            | Anderson | Texas | États-Unis |
| ----------------- | -------- | ----- | ---------- |
| Blancs            | 62,2     | 70,4  | 72,4       |
| Afro-Américains   | 34,2     | 11,9  | 12,6       |
| Métis             | 1,8      | 2,7   | 2,9        |
| Autres            | 0,9      | 14,3  | 11,2       |
| Amérindiens       | 0,9      | 0,7   | 0,9        |
| Total             | 100      | 100   | 100        |
|                   |          |       |            |
| Latino-Américains | 3,2      | 37,6  | 16,7       |

Selon l'American Community Survey, pour la période 2011-2015, 96,05 % de la population âgée de plus de 5 ans déclare parler l'anglais à la maison et 3,95 % l'espagnol.

## Source
- (en) Cet article est partiellement ou en totalité issu de l’article de Wikipédia en anglais intitulé « Anderson, Texas » (voir la liste des auteurs).

1. ↑  (en) « Population and Housing Unit Estimates » (consulté le 9 juin 2017)
2. ↑  (en) « Census of Population and Housing », Census.gov (consulté le 4 juin 2015)
3. ↑  (en) « Anderson, TX Population - Census 2010 and 2000 », sur censusviewer.com.
4. ↑  (en) « Population of Texas - Census 2010 and 2000 », sur censusviewer.com.
5. ↑  (en) « Language spoken at home by ability to speak English for the population 5 years and over », sur factfinder.census.gov.